# Moxifloxacin
Moxifloxacin, một trong những tên thương mại Avelox, là một kháng sinh sử dụng điều trị một số vi khuẩn. Bao gồm viêm phổi, viêm kết mạc, viêm nội tâm mạc, lao, và viêm xoang. Sử dụng bằng đường uống, tiêm tĩnh mạch, hoặc nhỏ mắt.
Tác dụng không mong muốn thường gặp bao gồm tiêu chảy, chóng mặt, và nhức đầu. Tác dụng phụ nghiêm trọng bao gồm đứt gân tự phát, tổn thương thần kinh, và nhược cơ tiến triển. Chưa rõ tác dụng an toàn ở phụ nữ có thai hoặc cho con bú. Moxifloxacin thuộc nhóm fluoroquinolone. Nó thường có tác dụng diệt khuẩn nhờ khả năng ngăn DNA.

## Tác dụng
Moxifloxacin được sử dụng để điều trị một số bệnh khuẩn bao gồm: nhiễm trùng đường hô hấp, viêm mô tế bào, anthrax, nhiễm trùng ổ bụng, viêm nội tâm mạc, viêm màng não, và bệnh lao.
Không sử dụng moxifloxacin đường uống hay tiêm tĩnh mạch cho trẻ em. Nhiều thuốc trong nhóm này, bao gồm cả moxifloxacin, không được FDA cấp phép sử dụng cho trẻ em do nguy cơ tổn thương cơ xương vĩnh viễn.

### Phổ kháng khuẩn
Phổ kháng khuẩn rộng, bao gồm:
- Staphylococcus aureus
- Staphylococcus epidermidis
- Streptococcus pneumoniae
- Haemophilus influenzae
- Klebsiella spp.
- Moraxella catarrhalis
- Enterobacter spp.
- Mycobacterium spp.
- Bacillus anthracis
- Mycoplasma genitalium[9]

## Tác dụng không mong muốn
Hiếm nhưng có thể gặp các tác dụng không mong muốn nghiêm trọng khi dùng moxifloxacin như tổn thương không hồi phục thần kinh ngoại biên, đứt gân và viêm gân, viêm gan, ảnh hưởng tâm thần (ảo giác, trầm cảm), xoắn đỉnh, hội chứng Stevens-Johnson và bệnh liên quan đến Clostridium difficile, và phản ứng nhạy cảm với ánh sáng.
Một vài báo cáo sử dụng moxifloxacin có thể dẫn đến viêm màng bồ đào.

## Chống chỉ định
- "huốc chống viêm không steroid" (NSAID): tăng nguy cơ kích thích thần kinh trung ương và co giật."[15]
- "Moxifloxacin chống chỉ định ở người có tiền sử mẫn cảm với moxifloxacin, thuốc thuộc nhóm quinolone hoặc bất kỳ của thành phần nào của thuốc."

Mặc dù không nhắc trong giấy hướng dẫn sử dụng, ziprasidone cũng có chống chỉ định với hội chứng QT dài. Không nên dùng thuốc ở bệnh nhân hạ kali máu, hoặc gần đây sử dụng các thuốc có khả năng gây QT kéo dài (thuốc an thần và thuốc chống trầm cảm).
Thận trọng ở bệnh nhân bị bệnh tiểu đường, do có thể ảnh hưởng đến điều hòa đường huyết.
Moxifloxacin cũng không nên sử dụng ở trẻ em, phụ nữ có thai và cho con bú, bệnh nhân có tiền sử rối loạn gân, QT kéo dài, động kinh hoặc rối loạn tâm thần khác. Tránh phối hợp moxifloxacin với các loại thuốc có thể kéo dài thời gian QT hay gây chậm nhịp tim (ví dụ như, chẹn beta, aminodarone). Thận trọng khi sử dụng moxifloxacin ở bệnh nhân bị bệnh tim mạch, bao gồm cả rối loạn dẫn truyền.

## Tương tác
Moxifloxacin có tương tác mạnh với NSAID.
Phối hợp corticosteroid và moxifloxacin tăng nguy cơ viêm gân và  khuyết tật.<
Các thuốc antacid có nhôm hoặc magiê  ức chế hấp thụ moxifloxacin. Loại thuốc kéo dài thời gian QT (ví dụ như, pimozide) có  thể tăng nguy cơ loạn nhịp thất. 

## Quá liều
"Khi quá liều cấp tính cần rửa dạ dày và bù nước. Theo dõi điện tâm đồ được khuyến cáo do khả năng QT kéo dài. Bệnh nhân cần được theo dõi cẩn thận và đưa ra hỗ trợ điều trị kịp thời. Sử dụng than hoạt càng sớm càng tốt sau khi uống, quá liều có thể ngăn cơ thể tiếp xúc với moxifloxacin. Khoảng 3% đến 9% liều moxifloxacin, cũng như khoảng 2% đến 4.5% chất chuyển hóa glucuronide được loại bỏ lọc máu và lọc màng bụng cấp cứu liên tục." (Trích từ hướng dẫn sử dụng Avelox tháng 29 tháng 12 năm 2008)